# Banda virtual

Concierto de la banda Gorillaz en el Barclays Center, en Brooklyn. 2018.

En el entretenimiento, una banda virtual (también llamada ídolo virtual, grupo virtual, grupo de dibujos animados o banda de dibujos animados) es una banda ficticia o grupo musical cuyos miembros no se representan como músicos corporales, sino como personajes animados. Aunque los personajes son ficticios, la banda en sí existe fuera del universo de la televisión y el cine, en realidad. La música es grabada (y, en el caso de conciertos, interpretada) por músicos y productores humanos, mientras que cualquier medio relacionado con la banda virtual, incluidos álbumes, videoclips y el componente visual de las representaciones teatrales, presenta la programación animada; en muchos casos se ha acreditado a los miembros de la banda virtual como los escritores e intérpretes de las canciones. Las presentaciones en vivo pueden volverse bastante complejas, requiriendo una sincronización perfecta entre los componentes visuales y de audio del espectáculo.
El término banda virtual se popularizó con Gorillaz en 2000, aunque el concepto de banda virtual fue demostrado por primera vez por Alvin y las Ardillas en 1958, cuando su creador, Ross Bagdasarian Sr., aceleró las grabaciones de su propia voz para lograr la 'voz de ardilla'. Desde entonces ha habido numerosas bandas virtuales que han grabado material. La animación por computadora, la animación tradicional y la mezcla y manipulación vocal son características comunes.
El término ídolo virtual se origina en Japón, donde se remonta a la década de 1980 y tiene raíces en el anime y la cultura de ídolos japoneses. Los ídolos virtuales populares incluyen a la cantante de Vocaloid Miku Hatsune y a la Youtuber virtual Kizuna AI.
El término también se ha utilizado para los grupos de música que colaboran a través de Internet, ya que ya no requieren que los miembros estén presentes en el mismo lugar.

## Miembros
Los miembros de los grupos virtuales se representan como personajes animados, con su propia personalidad, voz, historia y estilo de juego. Por ejemplo, Alvin, el líder de las Ardillas, es considerado travieso, y Stanton, el guitarrista de Skeleton Staff, es un pésimo que va de fiesta. Además, el bajista de Freen in Green, Sparky, es lento y ha sido descrito como egoísta y pretencioso, mientras que Murdoc de Gorillaz es un bajista satánico de mediana edad. Otro ejemplo es Miku Hatsune que no tiene una personalidad definida; porque su forma de ser depende de los fans, su personalidad cambia en cada canción que hacen los usuarios de Vocaloid.
El estilo de animación utilizado para representar a los personajes varía. Algunos grupos, como The Archies, Gorillaz, Dethklok, The Banana Splits, One-T y Alvin y las Ardillas, son personajes dibujados a mano y muchos de sus medios utilizan técnicas tradicionales de animación y dibujos animados. Otros, como Miku Hatsune, JuJu Eyeballs, Crazy Frog, Genki Rockets, Gummibär, Pinocchio The Bots, Studio Killers y, más recientemente, Beatcats y K/DA, son generados por computadora.
Algunas personas consideran a los títeres como una forma de animación;[cita requerida] esta consideración significa que grupos como Dr. Teeth y Electric Mayhem pueden considerarse bandas virtuales.
Es imprescindible que la musical sea grabada por personas realices que sean apasionadas de la musical.

## Producción

### En el estudio
La grabación de la música es realizada por músicos y artistas humanos, a quienes los artistas virtuales están representados para emular. En algunos casos, el canto se realiza mediante máquinas o aplicaciones de sintetizador, como el vocaloid Miku Hatsune. Esto se hace usando el proceso normal de grabación en estudio.
En algunos casos, sobre todo en Las Ardillas, se puede emplear la manipulación de voces, ya sea para lograr un efecto vocal deseado o para que sea diferente a la voz del cantante real. La manipulación se realiza modificando la velocidad de reproducción de la pista vocal o pasándola por un sintetizador (codificación de voz).
Los créditos de escritura y producción pueden asignarse a los personajes de la banda virtual o a los escritores y artistas humanos involucrados.

### En el escenario
Se puede emplear uno de dos métodos para actuaciones en directo. El primero implica animar todo el set, con poca o ninguna concesión para la interacción de la audiencia, y luego "interpretarla" como está. El mayor escollo de este método es la falta de interacción del público, que puede ser vital durante los conciertos. Esto es más adecuado para presentaciones cortas, donde se puede predecir la respuesta del público.
El segundo método, más complejo, difiere del primero en que se tiene en cuenta una variedad de respuestas e interacciones. Esto significa tener una amplia gama de secuencias animadas listas para reproducir, con líneas habladas coincidentes, en respuesta a diferentes reacciones.
En ambos casos, se requiere un ensayo extenso para sincronizar las líneas habladas y la instrumentación con la acción animada. Esto se puede eliminar utilizando música y discursos pregrabados; sin embargo, hacerlo también debilita la experiencia "en vivo" real.
(Algunos artistas y grupos no virtuales han empleado una técnica similar en algunas giras de conciertos y presentaciones. DJ Shadow, por ejemplo, en su gira In Tune y On Time, tenía secuencias pre-animadas, que se reproducían en pantallas gigantes detrás de él mientras interpretó el set. Nuevamente, se requirió una gran cantidad de planificación previa a la gira y ensayo de sincronización de antemano.)

## Historia

### Historia temprana
Si bien el término no se había acuñado en ese momento, Alvin y las Ardillas fue la primera banda virtual en aparecer. Centrado en Alvin, sus dos hermanos Simon y Theodore, y su mánager/padre Dave Seville, sus voces fueron creadas por Ross Bagdasarian Sr., quien aceleró la grabación de su voz para crear el sonido distintivo; el proceso le valió dos Premios Grammy en 1959 por ingeniería.
El éxito de las Ardillas impulsó a otro grupo, las Ardillas Chifladas, a unirse a las filas. Una versión de canto scat de la creación de Bagdasarian, llegaron al Top 40 estadounidense con su canción "Uh-Oh". Sin embargo, su éxito duró poco.

### Televisión
En 1968, The Banana Splits se estrenó en NBC pero no logró ubicarse en el top 40. Un año más tarde, en 1969, de su rival CBS, The Archies fueron la primera banda virtual en aparecer en las listas de éxitos mundiales.
Durante este tiempo, otros programas de televisión, como Josie and the Pussycats y El Show de los Muppets, comenzaron a incluir bandas como parte del formato (en el caso de Josie and the Pussycats, la banda del mismo nombre era el foco del programa). Algunos de los grupos que aparecieron en estos programas lanzaron grabaciones convencionales. Algunas bandas, sin embargo, se 'romperían' después del final del programa.
Después de que The Archies, producido por Filmation, se convirtiera en un gran éxito del pop, Hanna-Barbera comenzó a lanzar varios programas de televisión de dibujos animados con las aventuras de bandas de rock, como Josie and the Pussycats, The Cattanooga Cats, The Impossibles, Butch Cassidy y Sundance Kids, Mandibulín y otros.
Durante la década de 1980, Hasbro lanzó Jem, una serie de televisión animada con dos bandas enemigas con un vídeo musical en cada episodio.
Las bandas virtuales todavía aparecen en la televisión: las Ardillas aparecieron en su propio programa de televisión durante gran parte de la década de 1990, y el programa de Adult Swim Metalocalypse presenta a la banda virtual de death metal melódico Dethklok.

### Ídolos virtuales japoneses
Los ídolos virtuales se originan en Japón, con raíces en el anime y la cultura de ídolos japoneses, y se remontan a la década de 1980, comenzando con la franquicia de anime Macross mecha (adaptada a la franquicia Robotech en Norteamérica). La primera ídolo virtual fue Lynn Minmay, una cantante ficticia que es uno de los personajes principales de la serie de televisión de anime The Super Dimension Fortress Macross (1982) y la adaptación cinematográfica animada The Super Dimension Fortress Macross: Do You Remember Love? (1984). Con la voz de Mari Iijima, Lynn Minmay se convirtió en la primera cantante ídolo ficticia en obtener un gran éxito en el mundo real. El tema principal "Do You Remember Love?" (de la película Macross: Do You Remember Love?) alcanzó el número siete en las listas musicales de Oricon en Japón, y desde entonces la canción ha sido versionada en numerosas ocasiones durante las siguientes décadas.
El anime cyberpunk japonés Megazone 23 (1985) llevó el concepto de ídolo virtual más allá con EVE, quien es representada como una inteligencia artificial (IA) basada en computadora que toma la forma de un ídolo virtual dentro de una realidad virtual tipo proto-Matrix. Megazone 23 fue un éxito en Japón en parte debido al atractivo de EVE, y más tarde se adaptó en Robotech: La película (1986) en Norteamérica. Un concepto similar apareció más tarde en Macross Plus (1994) con el ídolo virtual Sharon Apple, un programa informático que toma la forma de una estrella del pop intergaláctico. El mismo año, la banda de rock japonesa ficticia Fire Bomber de Macross 7 (1994) se convirtió en un éxito comercial, generando múltiples CD lanzados en Japón.
La agencia de talentos japonesa Horipro creó el primer ídolo virtual de inteligencia artificial en la vida real, Kyoko Date, en 1995. Su creación se inspiró en el éxito de la franquicia Macross y los juegos de simulación de citas como Tokimeki Memorial (1994), junto con los avances en gráficos por computadora. Su anuncio inicial atrajo los titulares, tanto en Japón como a nivel internacional, antes de debutar como ídolo CGI en 1996. Sin embargo, no logró el éxito comercial, en gran parte debido a limitaciones técnicas que conducen a problemas como el movimiento antinatural (un problema conocido como el valle inquietante). A pesar de su fracaso, proporcionó la plantilla para los ídolos virtuales posteriores que obtuvieron éxito comercial a principios del siglo XXI, como la cantante de Vocaloid Miku Hatsune y la YouTuber virtual Kizuna AI.
En 2007, Crypton Future Media y Yamaha lanzaron Vocaloid2, con el banco de voces de Miku Hatsune. En 2009, Hatsune Miku tuvo su primer concierto. Otros Vocaloids incluyen a Meiko, Kaito, Kagamine Rin y Len, y Megurine Luka.
Las bandas virtuales también pueden tener su origen en los videojuegos, como lo demuestra el juego '"Splatoon de Wii U de 2015, que presenta canciones acreditadas a varias bandas virtuales, siendo la más notable un dúo pop llamado Squid Sisters, que ha realizado varios conciertos del mundo real como hologramas. La secuela de Nintendo Switch 2017 del juego, Splatoon 2, presenta más bandas virtuales, sobre todo Off the Hook, un dúo similar a Squid Sisters. Los dos dúos han actuado juntos como hologramas. Antes de eso, Nintendo ya había creado una banda virtual compuesta por personajes de Pikmin llamada Strawberry Flower, para promocionar los juegos. Su primer sencillo, Ai no Uta, fue un gran éxito en Japón, alcanzando el puesto #2 en la lista Weekly Oricon Top 200 Singles. En 2020, Sega y Sanrio se unieron para crear su primera banda virtual de colaboración, Beatcats.

### Bandas virtuales occidentales
La británica Gorillaz fue formada por Damon Albarn de Blur y Jamie Hewlett de Tank Girl en 1998 y producida por Dan the Automator de Deltron 3030. El grupo llevó a las bandas virtuales a la palestra musical nuevamente, con numerosas posiciones en el Top 20 en todo el mundo. Desde entonces, la banda ha lanzado siete álbumes de estudio además de dos álbumes de caras B y dos EP.
One-T fue un concepto similar de banda virtual francesa creado por Eddy Gronfier y Thomas Pieds que se centró en un grupo de hip-hop animado ficticio. Tuvo un breve éxito a principios de la década de 2000 con los exitosos sencillos Music Is the One-T ODC y The Magic Key, pero desde entonces solo mostró poca actividad.
Dethklok es una banda animada de heavy metal que se origina en la serie de televisión animada Adult Swim Metalocalypse. Hasta ahora han lanzado tres álbumes.
K/DA es un grupo de chicas de K-pop virtual que consta de cuatro versiones temáticas de los personajes de League of Legends, que se presentaron en el 2018 League of Legends World Championship con una presentación en vivo de realidad aumentada de su primera canción, "Pop/Stars". Después de una pausa de dos años, el grupo virtual lanzó un segundo sencillo, "The Baddest". El grupo aparecerá en el escenario del 2020 League of Legends World Championship para promocionar un EP programado para su lanzamiento en noviembre de 2020.